# Hypersensibilité (immunologie)
Pour les articles homonymes, voir Hypersensibilité.
 Mise en garde médicale
Le phénomène d'hypersensibilité  est une réponse immunitaire disproportionnée par rapport à la dangerosité de l'intrus qui peut notamment être une bactérie, un virus, une toxine, une endotoxine ou un allergène. La réaction d'hypersensibilité évolue en trois phases : une phase de sensibilisation (premier contact avec l'antigène), une phase de latence pendant laquelle se mettent en place les mécanismes immunologiques de la réaction, et enfin une phase lésionnelle lors d'un deuxième contact, déclenchant, avec l'antigène.
Certains de ces phénomènes d'hypersensibilité sont regroupés sous le terme d'allergie. Le trouble allergique le plus dangereux est le choc anaphylactique, souvent mortel sans traitement immédiat : en effet, le venin d'une guêpe ne constitue pas en soi un grand danger pour l'organisme, cependant chez certains individus dits allergiques, une réponse immunitaire d'un type particulier pourra aboutir (dans les cas les plus graves) à des troubles mortels.

## Classification
En 1963, Gell et Coombs ont proposé la classification suivante :
- l'hypersensibilité de type I, ou immédiate, causée par la dégranulation des mastocytes induite par des anticorps IgE spécifiques, entraînant la libération de médiateurs vasoactifs ;
- l'hypersensibilité de type II causée par la reconnaissance d’antigènes à la surface de cellules ou de composants tissulaires de l'organisme par des anticorps, entraînant une cytolyse par ADCC (IgG) ou activation du complément (IgM ou IgG) ;
- l'hypersensibilité de type III, ou semi-retardée, causée par le dépôt de complexes antigènes-anticorps (IgM ou IgG) produits en grande quantité et qui ne peuvent être éliminés par les macrophages ou d’autres cellules de système réticulo-endothélial, entraînant une activation du complément et de l’inflammation ;
- l'hypersensibilité de type IV, ou retardée, causée par la sécrétion de cytokines de type Th1, entraînant un recrutement et une activation des macrophages.

On parle d'hypersensibilité de type V ou stimulante causée par la liaison d'un anticorps à un récepteur de la cellule qui est ainsi activée de manière non contrôlée. On peut cependant intégrer cette hypersensibilité dans le type II.

### Type I
Définition : ensemble des phénomènes résultant de l'interaction d'un antigène avec des anticorps fixés sur les mastocytes, granulocytes basophiles et macrophages (surtout les immunoglobulines E). Cela provoque la libération de médiateurs chimiques responsables soit de réactions importantes et brutales (choc anaphylactique), soit de réactions moins graves et plus localisées, plus ou moins chroniques, chez les individus prédisposés (réactions anaphylactiques localisées).
Facteurs de prédisposition : le plus souvent, elle est conditionnée par une prédisposition génétique. Certaines espèces sont plus touchées que d'autres (par exemple, l'homme et le cobaye développent beaucoup de réactions d'hypersensibilité). À l'intérieur d'une espèce, il peut exister des races plus sensibles que d'autres : chez les chiens par exemple, les retrievers ou les setters sont plus prédisposés. Pour l'homme, si deux parents ont une prédisposition, alors l'enfant a 50 % de probabilité de l'être aussi. Il est considéré que les jeunes sont plus touchés que les individus âgés[réf. nécessaire].
Allergènes : ce sont souvent des antigènes complexes, plus rarement des haptènes. Ceux qui sont présents dans l'air sont des aéro-allergènes comme les acariens (Dermatophagoïdes farinae et Dematophagoïdes pteronyssimus), les poussières (squames animales ou humaines) ou les moisissures, les pollens (principalement de graminées, d'arbres ou d'herbacées). Les allergènes peuvent aussi être d'origine alimentaire (trophoallergènes) : toutes protéines animales peuvent être allergènes mais certaines sont plus souvent incriminées (ovoprotéines, lactoprotéines ou protéines de poisson). D'autres allergènes peuvent aussi être injectés : c'est le cas pour des piqûres ou morsures d'insectes. Enfin, un certain nombre de médicaments peuvent être à l'origine de réactions d'hypersensibilité de type I.

### Type II
Définition : l'hypersensibilité de type II est aussi appelée cytotoxique. Elle démarre 4 à 6 heures après le contact avec l’allergène. Elle s’observe quand un anticorps (immunoglobuline G) circulant réagit avec un antigène adsorbé sur une membrane cellulaire ou avec un de ses constituants naturels. Cette rencontre entraîne la destruction de la cellule (cytotoxicité) par activation du complément et par phénomène d’ADCC (antibody dependent cellular cytotoxicity = immunité innée).
Exemples d'hypersensibilité de type II
- Due à des allo-anticorps (Ac produits au cours de la réponse immunitaire)
- Due à des auto-anticorps
  - Cytopénie auto-immune
  - Maladie de Goodpasture : des Ac se fixent sur la membrane basale des glomérules, entraînant un dysfonctionnement du rein.
  - Pemphigus : altération des jonctions entre les cellules qui conduit à un décollement de la peau et des muqueuses.
- Due à des médicaments (Cytopénies médicamenteuses)
  - Thrombopénies induites par héparine : quand l’héparine se lie au facteur 4 plaquettaire, il y a parfois induction d'anticorps anti-plaquette.
  - Anémie : certains antibiotiques (pénicilline, céphalosporine, streptomycine) s’absorbent sur les protéines de surface des globules rouges ; Ce complexe induit la formation d’Ac.
  - Granulopathie

### Type III
Il s'agit d'une hypersensibilité à complexes immuns, elle est médiée par des complexes anticorps-antigènes et fait intervenir les polynucléaires neutrophiles. Les CIs se déposent souvent au niveau des articulations, des reins et des poumons entre autres, déclenchant une réaction inflammatoire locale. Elle est responsable des vascularites liées aux cryoglobulines ainsi que des pneumopathies d'hypersensibilité et de la polyarthrite rhumatoïde.

### Type IV
Hypersensibilité dite "retardée", médiée par les lymphocytes T qui vont permettre le recrutement et l'activation de macrophages. La dermatite de contact (eczéma) ainsi que certaines toxidermies en font partie.
Ce concept d'hypersensibilité de type IV dans la classification de Gell et Coombs apparaît aujourd'hui en partie désuet au regard des connaissances actuelles en immunité cellulaire, dont il n'est qu'un aspect.

### Type V
Parfois, on la distingue de l'hypersensibilité type II. Au lieu d'entrainer la destruction de la cellule, les anticorps reconnaissent des récepteurs de la surface cellulaire, en antagonisant ou mimant les effets du ligand, altérant ainsi la signalisation cellulaire. Un exemple frappant serait celui de l'hyperthyroïdie de la maladie Basedow impliquant un anticorps activant le récepteur à la TSH. De manière beaucoup plus anecdotique, il a été décrit pour le Calcium-Sensing Receptor (CaSR) de la parathyroïde et du rein à la fois des anticorps activant et d'autres inactivant ce récepteur, responsables respectivement d'hypocalcémie et d'hypercalcémie. 